# Гавлакова, Златица
Златица Базола-Минори Гавлакова (словац. Zlatica Bazola-Minori Gavláková, 12 апреля 1978, Спишска-Нова-Вес, Восточно-Словацкий край — 29 июля 2010, Олленвиль) — словацкая, (с 2004 года французская) профессиональная велогонщица. Трёхкратная чемпионка Словакии по шоссейному велоспорту в групповой (2000, 2002) и индивидуальной гонке (2002).

## Карьера
Златица Гавлакова начала заниматься велоспортом в юности. В 1997 году, в возрасте 19 лет она заработала бронзовую медаль в групповой гонке Чемпионата Словакии и четвёртое место в индивидуальной гонке того же чемпионата. В следующем, 1998 году, она заняла 7-е место и в групповой и в индивидуальной гонке чемпионата Словакии.
Профессиональную карьеру она начала в 2000 году, подписав контракт с французской командой ESGL 93-GSD Gestion. В том же году она завоевала свой первый титул чемпионки Словакии в групповой гонке. В индивидуальной гонке она пришла второй после Ленки Илавской. В 2001 году она снова стала второй в групповой и индивидуальной гонке. В 2002 году она повторила своё достижение, вновь став национальной чемпионкой в групповой и индивидуальной гонке. Златица также соревновалась в крупных многодневных гонках. В 2001 году она участвовала в Гранд Букль феминин, финишировав на 51-м месте в общем зачёте.
В 2003 году Гавлакова перешла в команду Team Catalunya-Aliverti-Kookai. В том же году она приняла участие в Гран-при Плуэ — Бретань, где заняла 39-е место. В 2004 году она улучшила свой результат, заняв 26-е место в той же гонке. Кроме того, в 2004 году она выступила на Тур де л’Од феминин, где сошла с дистанции на 10-м этапе.
После получения французского гражданства в 2004 году Златица продолжила выступать за различные команды и как индивидуальная гонщица до 2007 года, представляла Францию в ряде международных соревнований.

## Достижения
1997
3-я на Чемпионате Словакии — групповая гонка
4-я на Чемпионате Словакии — индивидуальная гонка
1998
7-я на Чемпионате Словакии — групповая гонка
7-я на Чемпионате Словакии — индивидуальная гонка
2000
 Чемпионат Словакии — групповая гонка
2-я на Чемпионате Словакии — индивидуальная гонка
2001
2-я на Чемпионате Словакии — групповая гонка
2-я на Чемпионате Словакии — индивидуальная гонка
Тур Лимузена
2-я на 2-м этапе
2-я в генеральной классификации
7-я на Trophée Féminin Méditerranéen
3-й этап Трофи д’Ор
2002
 Чемпионат Словакии — групповая гонка
 Чемпионат Словакии — индивидуальная гонка
2003
Приз города Монт-Пюжоль
2004
Тур Бретани
1-й этап
9-я на 3-м этапе
8-я на 4-м этапе
5-й этап
6-я в генеральной классификации
Тур де ла Дром
3-я на 1-м этапе
9-й на 2-м этапе
5-я на 6-м этапе
7-я в генеральной классификации
Трофи д’Ор
10-я на 1-м этапе
6-я на 3-м этапе
6-я на Atlantique Manche Féminine
2-я на Призе города Монт-Пюжоль
3-я на Кубке Франции

### Статистика выступления наГранд-турах
| Гонка / Год         | 2001 | 2002 | 2003 | 2004 |
| ------------------- | ---- | ---- | ---- | ---- |
| Гранд Букль феминин | 51   | DNF  | —    | —    |
| Тур де л'Од феминин | —    | —    | —    | DNF  |

## Личная жизнь и смерть
Златица Гавлакова была замужем за французом Ж.Л. Базола (J-L Bazola).
Она погибла в автомобильной аварии 29 июля 2010 года в Олленвиле (Франция). Церемония прощания состоялась 5 августа 2010 года в похоронном бюро департамента Эсон. Тело Гавлаковой было доставлено в Словакию, где 17 сентября она была похоронена в своём родном городе Спишска-Нова-Вес. Её муж выразил благодарность велосипедному сообществу за поддержку и пожертвования.